# .py
.py je vrhovna internetska domena (country code top-level domain - ccTLD) za Paragvaj. Domenom upravlja NIC Paraguay.

## Vanjske poveznice
- IANA .py whois informacija  Arhivirana inačica izvorne stranice od 21. travnja 2006. (Wayback Machine)